# 에스텔라다

에스텔라다(Estelada)는 독립 카탈루냐 또는 카탈루냐어권 국가들의 지원을 표명할 목적으로 일반적으로 카탈루냐 독립 지지자들이 흔든 비공식 기이다.
이 깃발을 카탈루냐 내셔널리즘 내 항의의 상징으로 사용하는 일이 1970년대 스페인의 민주화 시기부터 더욱 더 현저해지고 있다. 자체 공인 2017년 카탈루냐 공화국은 에스텔라다를 국가기로 채택하지 않았으며 세녜라를 대신 사용한다.